# シャレになんない
「シャレになんない」は、鈴木紗理奈の楽曲。鈴木紗理奈の歌手としてのデビュー・シングルとして1997年4月16日に東芝EMIから発売された。テレビ朝日系『ウッチャンナンチャンの炎のチャレンジャー これができたら100万円!!』エンディングテーマ。日本テレビ系列『TVじゃん!! 紳助のサルでもわかるニュース』エンディングテーマ。

## 解説
- 『めちゃ×2イケてるッ!』の「爆烈お父さん」コーナーで、歌手デビューしたことに対して「シャレになんない、シャレになんない!」とネタにされてイジられたことがあった。めちゃイケ大百科事典でも、本曲が用語として収録されており、「(CDを出すこと自体が)シャレになんない」と表記されていた。

## 収録曲
1. シャレになんない
作詞：NoB 作曲：MASAKI 編曲：M・N・R・G
2. ヨッシャ!
作詞：NoB 作曲：ハルク,NoB 編曲：M・N・R・G
3. シャレになんない (オリジナルカラオケ)
作曲：MASAKI 編曲：M・N・R・G
4. ヨッシャ! (オリジナルカラオケ)
作曲：ハルク,NoB 編曲：M・N・R・G